# UniAcademia
O UniAcademia é um centro universitário privado, confessional (católico), brasileiro, situado em Juiz de Fora, Minas Gerais.

## História

### Antecedentes
A história do UniAcademia remonta a 1891, quando teve início o funcionamento da Academia de Comércio de Juiz de Fora, fundada para formar profissionais na área de finanças, que o crescimento econômico da cidade demandava.
Em 1901, a Congregação do Verbo Divino assume a Academia e imprime uma proposta de educação verbita à instituição, condizente com seus preceitos cristãos. A escola (antiga pré-escola, o primário, o ginásio e o secundário) passou a denominar-se Colégio Cristo Redentor. Entretanto, o nome Academia permanece, até hoje, no imaginário da população de Juiz de Fora, principalmente quando a referência é feita ao complexo de unidades, tanto do Colégio quanto dos diversos cursos e modalidades do Ensino Superior do CES/JF.
A partir daquela data, no início do século XX, outras escolas surgiram e a educação em Juiz de Fora tomou vulto. Aos poucos, novos cursos e faculdades foram criados, como a Faculdade de Economia, a Faculdade de Filosofia, Ciências e Letras e a Escola de Farmácia, que, por volta de 1972, com a criação da Universidade Federal de Juiz de Fora, foram incorporadas pela nova instituição.

### Criação do CES/JF
Atendendo às necessidades da cidade e região e retomando sua tradicional vocação para a educação e a ciência, além da experiência acumulada no Ensino Superior, a Congregação do Verbo Divino define a criação do Centro de Ensino Superior de Juiz de Fora – CES/JF, em 1972, após chancela do Governo Federal, e oferece, inicialmente, os cursos de Pedagogia, Psicologia, Letras (licenciatura curta), Estudos Sociais (licenciatura curta), Ciências (licenciatura curta) e Artes Industriais (Educação para o Lar e Técnicas Comerciais), reconhecidos entre 1975 e 1978.

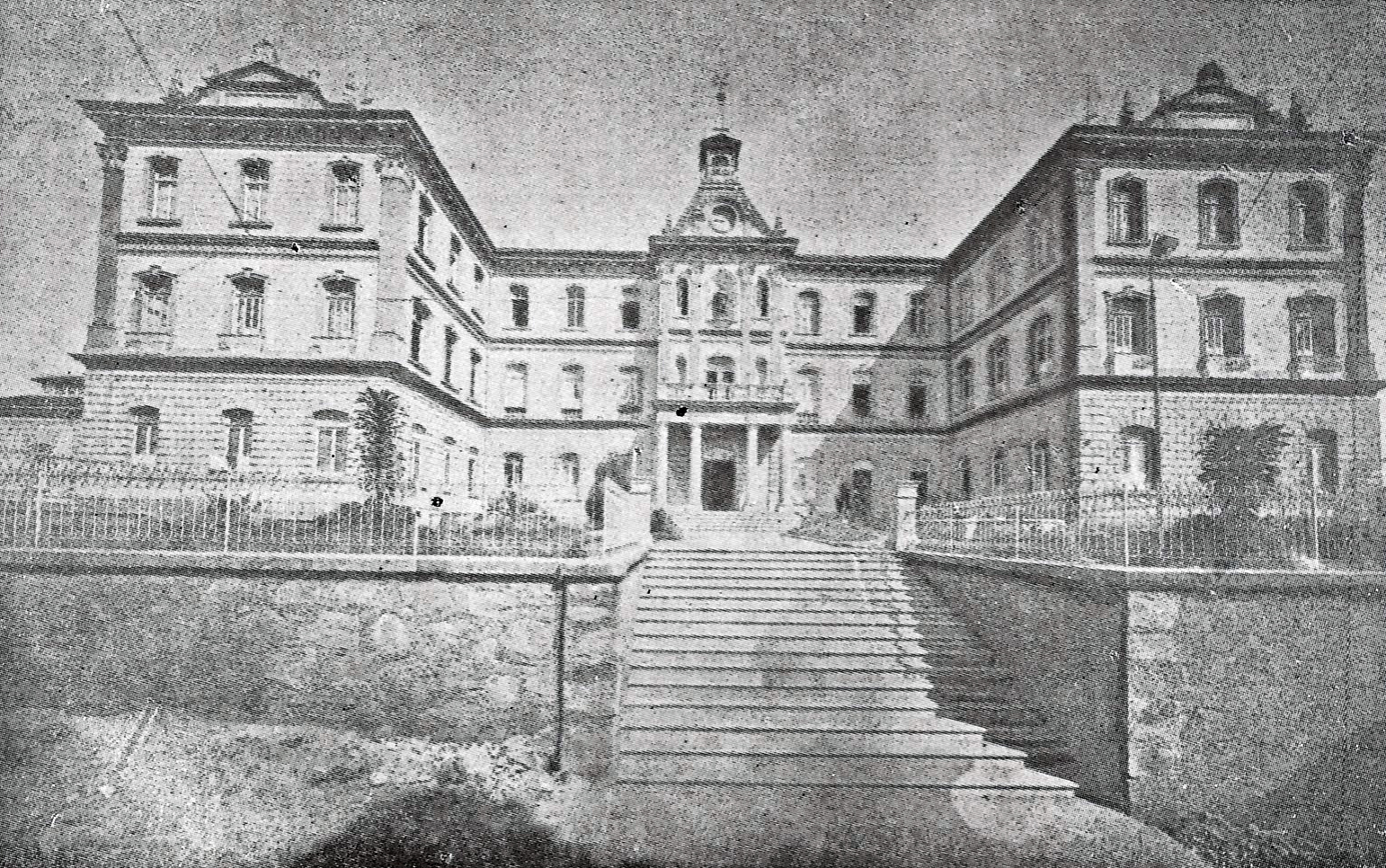
Academia do Comércio em 1915. Hoje, Campus Academia.

Como a UFJF não funcionava no período noturno, o CES/JF, visando a suprir também a demanda daqueles que estavam inseridos no mercado de trabalho e buscavam formação superior a fim de ampliar suas possibilidades profissionais, criou e implantou cursos superiores nesse turno.
Em 1987, foi autorizado o funcionamento do Curso Superior de Tecnologia em Processamento de Dados, proposto para atender as demandas da cidade e região diante do desenvolvimento da área eletrônica e micro-eletrônica.
Em 1992, os cursos de licenciatura (Letras, Estudos Sociais e Ciências), após solicitação e despacho do Ministério da Educação e Cultura, foram convertidos em licenciaturas plenas, com as seguintes habilitações: Licenciatura Plena em Letras (habilitação em Língua Portuguesa e Língua Inglesa); Licenciatura Plena em Estudos Sociais (habilitação em Geografia e História); Licenciatura Plena em Ciências (habilitação Matemática).

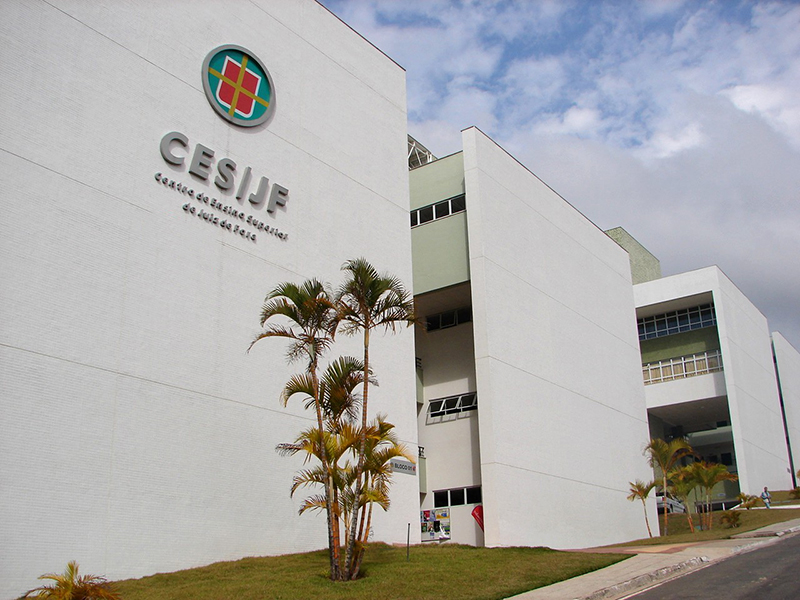
Campus Arnaldo Janssen.

No ano de 2000, é concedida a autorização para o funcionamento do Curso de Fonoaudiologia e, em 2001, o Curso Superior de Tecnologia em Processamento de Dados transforma-se em Bacharelado em Sistemas de Informação.
Através de convênio com a Arquidiocese de Juiz de Fora, viabilizaram-se os cursos de Licenciatura em Filosofia e Teologia que iniciaram suas atividades em 2001 e 2002, respectivamente.
Tendo em vista as alterações na legislação, o Curso de Estudos Sociais foi extinto e, em 2001, foram criados os Cursos de História e Geografia. Em 2002, o Curso de Ciências Biológicas foi implantado.
Em 2005, os cursos de Engenharia de Telecomunicações, Comunicação Social (Jornalismo, Publicidade e Propaganda) e de Arquitetura e Urbanismo passaram a ser oferecidos.

Ao longo desses anos, atento às solicitações educacionais da cidade e região, outros níveis e modalidades de formação superior foram ofertados pelo CES/JF: cursos de pós-graduação lato sensu – especialização – em diversas áreas correlatas aos cursos de graduação, e cursos de pós-graduação stricto sensu – Mestrado em Letras, Psicologia e Educação.

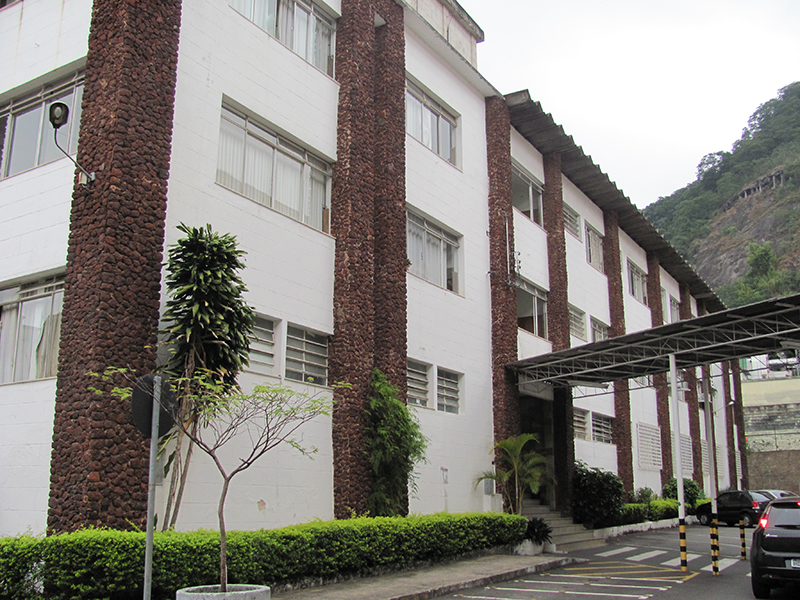
Campus Academia.

Acompanhando também as tendências e inovações do ensino superior, o CES/JF procurou ampliar o leque de opções na formação acadêmica e profissional, avançando, assim, na área da Tecnologia em nível superior, amparado pelas diretrizes e políticas estabelecidas pelo Ministério da Educação.
A seleção das áreas de abrangência dos Cursos de Tecnologia pelo CES/JF, feita em consonância com as tendências e potencialidades identificadas no mercado profissional de Juiz de Fora e região, levou à oferta dos cursos de Design de Moda e Gastronomia (autorizados em 2009 e já em funcionamento), Design de Interiores (autorizado em março de 2010 e já em funcionamento), Hotelaria (autorizado em novembro de 2010) e Gestão Desportiva e de Lazer (autorizado em fevereiro de 2011).
A instituição oferece hoje dezessete cursos de graduação e programas de pós-graduação Lato Sensu e Stricto Sensu (Mestrado em Letras), divididos em três unidades (Unidade Academia, Unidade Arnaldo Janssen e Seminário Arquidiocesano Santo Antônio).

### Elevação a Centro Universitário
Em abril de 2020 o CES/JF passa a centro universitário, mudando o nome para UniAcademia.

## Mantenedores
Em 2011 a Sociedade Mineira de Cultura assumiu a mantença do CES/JF. Em 2017, a mantença retornou à Associação Propagadora Esdeva, que é o nome jurídico da Província Brasil Norte, BRN, da Congregação do Verbo Divino.